# Ніда (річка)
Ніда (пол. Nida) — річка на півдні Польщі, ліва притока Вісли. На березі річки розташований ландшафтний парк Надніденський, який займає площу 231,64 км² і включає в себе 9 природних резерватів.

## Опис
Довжина річки становить 151 км, площа басейну — 3865 км². Це типова низовинна річка з дуже низьким падінням. У найвужчому місці русло річки має ширину 6 м. У найширшому місці, поблизу селища Мотковиці, ширина становить 79 м. Глибина річки коливається в межах від 0,4 до 2,6 м. Це одна з найтепліших польських річок. Температура води влітку досягає +27°С.
Назву «Ніда» має також річка Вкра у своїх верхів'ях.

## Долина річки
Долина річки Ніда є географічним регіоном на півдні Польщі, що простягається на 65 кілометрів в довжину і завширшки 2—6 км.
Нижня частина долини плоска і волога, в декількох місцях колишніх стариць виступає торф. У долині є велика кількість луків і пасовищ, її головним міським центром є стародавні малопольські міста Пінчув, Віслиця і  Новий Корчин.

## Основні населені пункти на річці

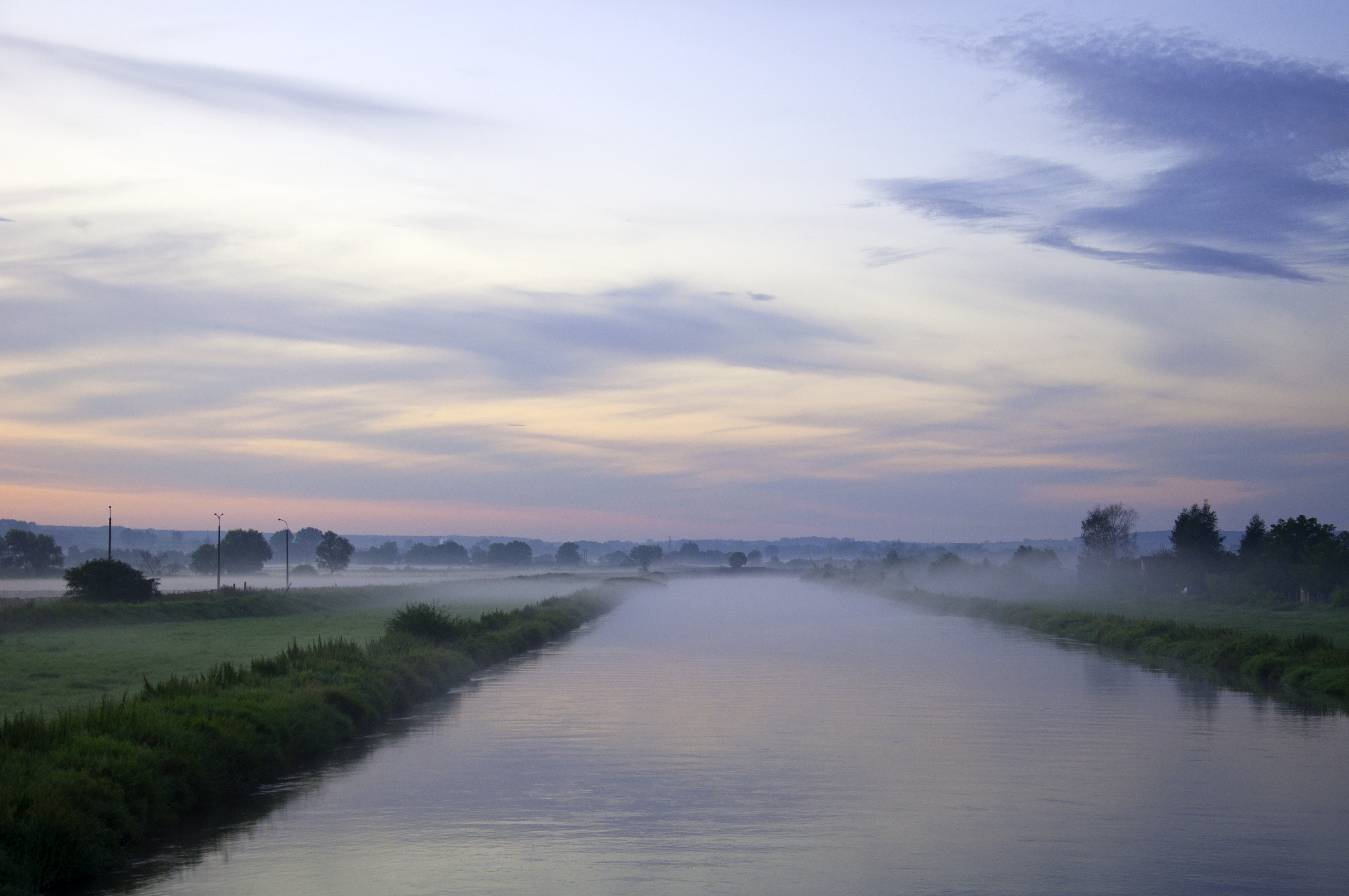
Річка Ніда, протікає через м. Пінчув

На річці розташовані такі міста і селища:
- Пінчув
- Радкув
- Хробеж
- Собкув
- Вісліца
- Новий Корчин
- Окса